# 和協信条
和協信条（わきょうしんじょう、ドイツ語:Konkordienformel; ラテン語:Formula concordiae）は、宗教改革当時のルター派教会の主要信条の内で、最後に出されたものである。一致信条とも言う。
1577年に作成されて、アウクスブルク信仰告白50周年目に当たる1580年に刊行された、ルター派教理集大成『和協信条書』（一致信条書）の中に他の文書と共に収められた。その時に和協信条の題名が付けられたので今日もそのように呼ばれている。トルガウ信条と呼ばれるものの要約と、ベルゲン信条書とよばれる文書とをあわせたもので、前者が梗概という見出しで、後者は根本宣言という題になっている。

## 歴史
マルティン・ルターの死後、福音主義陣営はフィリップ派と純正ルター派と呼ばれる2つの陣営に分かれて神学論争に明け暮れた。
1560年頃から、福音主義教会の教義的また実際的な一致に向けての気運が高まった。アンドレーエ、ケムニツ、ゼルネッカー、ヒュトラーウスといった若い世代の神学者たちが第3のグループになり、積極的に論争解決のために尽力した。
1576年5月にザクセン選帝侯アウグストの指示により、トルガウに集められたアンドレーエらルター派の神学者達が、これまでの約30年間のルター派内部の神学論争に決着とつけるためにトルガウ信条書を作成した。信条書はルター派諸地方に回覧されて、反応を見て、さらに討議をするために、1577年にマクデブルク郊外のベルゲン修道院で会合を持った。その結果、トルガウ信条書の改訂版のベルゲン信条書が出来上がり、同時にアンドレーエによってトルガウ信条書の要約が準備された。
それから3年後に、トルガウ信条の要約とベルケン信条を合わせて、ルター派の教会の一致をもたらすものとして、和協信条という名前で公にされた。8000人のルター派諸侯、都市代表者、神学者が署名した。
この信条によって、ルター宗教改革の後継者は分裂の危機から救われた。しかし、ルターの宗教改革のダイナミックな精神が、特定の教義を真理とみなすことが信仰であるということにすりかえられた。これが、死せる正統主義とも言われた、ルター派正統主義を生み出していく原因になった。

## 内容
- それまでの神学論争の問題点を明示しながら、原罪、自由意志、義認、善行、律法と福音、聖餐、キリストの位格、予知と選び、異端などの各項について正統的ルター派の立場から解き明かしている。
- カトリック、カルヴァン派、フィリップ派などの主張を批判している。